# 聯和墟市政大廈

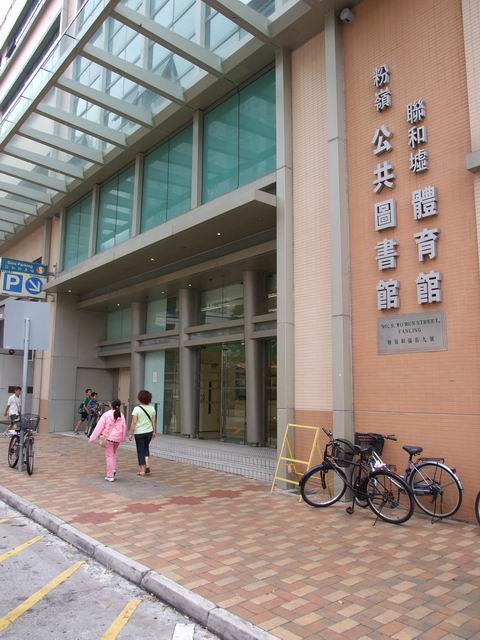
聯和墟市政大廈

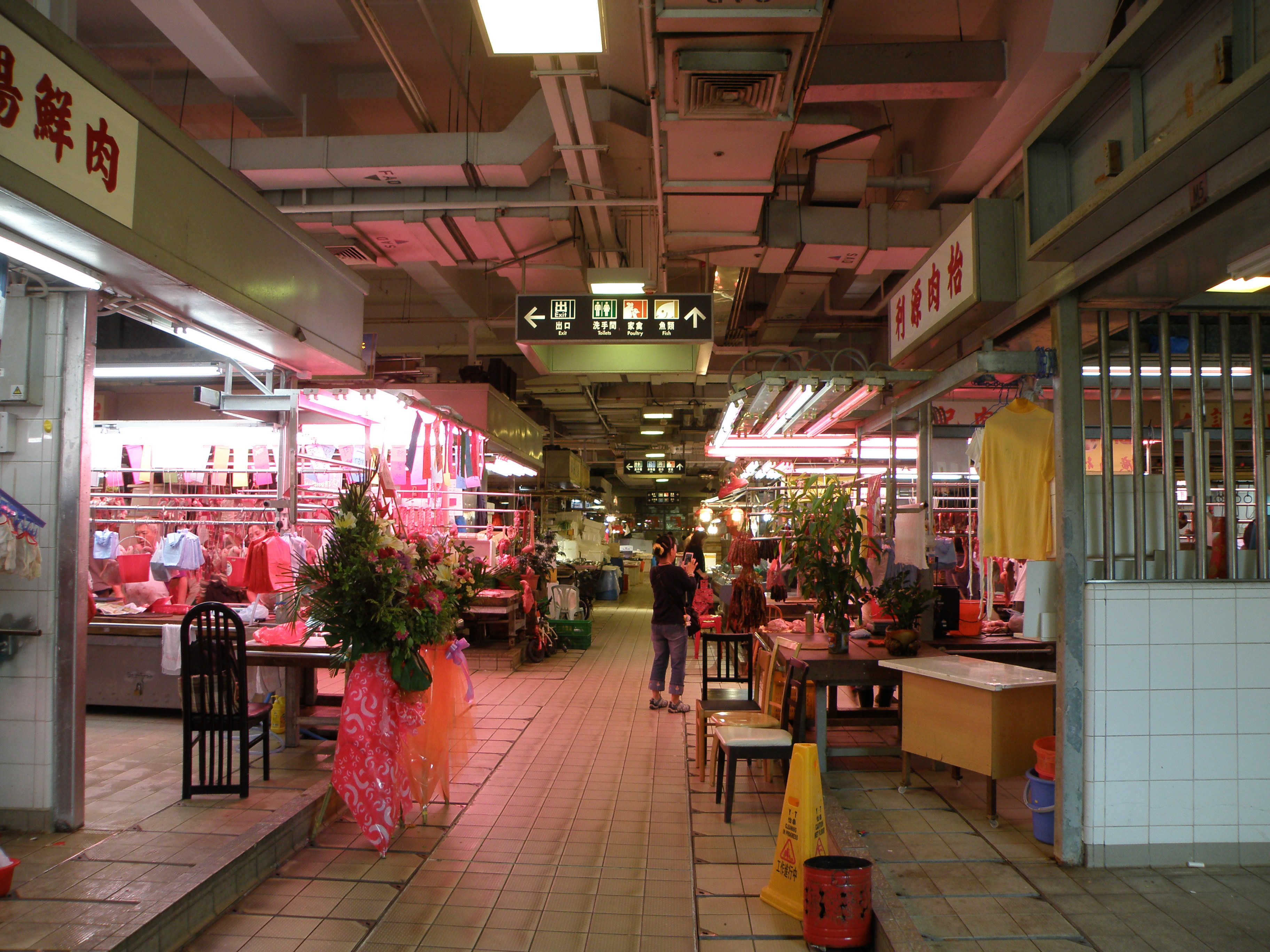
聯和墟街市

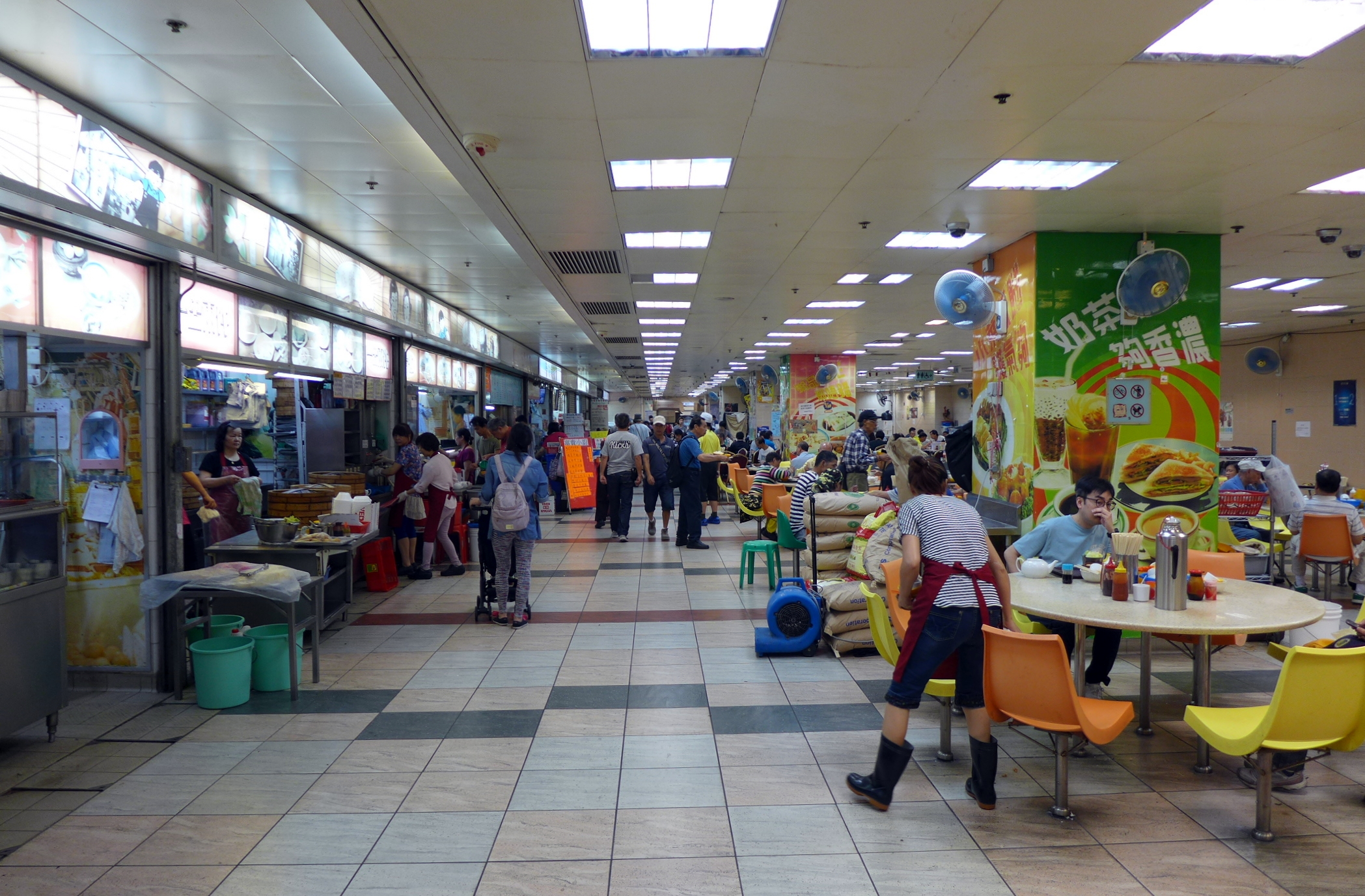
聯和墟熟食中心

聯和墟市政大廈（英語：Luen Wo Hui Municipal Services Building），由王歐陽（香港）建築師有限公司設計，是香港新界北區粉嶺聯和墟和滿街9號的多用途的市政大樓，設有街市、熟食中心、社區會堂、粉嶺公共圖書館及聯和墟體育館等設施。市政大廈位於御庭軒基座1至3樓，為滿足批地條款而建，於2002年尾至2003年初分階段運作。
與石湖墟市政大廈一樣，聯和墟市政大廈建成之初的最主要目的是要將鄰近舊墟聯和墟的聯和市場街市檔販遷移到市政大廈內統一管理，以改善舊墟的交通狀況和環境衛生，故市政大廈以及裏面的街市和熟食中心均以「聯和墟」命名，以保存傳統地區文化，而非以本身所在地區名「粉嶺」命名，但市政大廈其實位於聯和墟東北面，而非聯和墟的一部份。

## 歷史
據2003年《成報》報導，康樂及文化事務署認為粉嶺北區因為已有約30萬人口，因此原本服務區內居民的祥華邨公共圖書館（面積約300平方米）已不足以應付需求，所以決定在聯和墟市政大廈內增設面積約2,200平方米的粉嶺公共圖書館。同年1月6日啟用。同月祥華邨公共圖書館停止運作，結果引來潘忠賢、黃成智、陳興福等北區區議員不滿，指康文署在沒有詢問當區居民及區議會的情況下，自行停運祥華邨公共圖書館。康文署回應指這一安排是根據前區域市政局的意向而作出的。整座市政大廈則於3月22日正式啟用，由康樂及文化事務署署長王倩儀、建築署署長余熾鏗、北區區議會主席彭鏗然、信和置業執行董事楊柏軒於當日主持開幕禮。

## 設施
- 聯和墟街市（市政大廈地下、1樓）
- 粉嶺聯和墟社區會堂（市政大廈地下）
- 聯和墟街市熟食中心（市政大廈2樓）
- 粉嶺環境資源中心（已關閉）（市政大廈2樓）
- 聯和墟體育館（市政大廈3樓）
- 食物環境衞生署辦事處（市政大廈3樓）

粉嶺公共圖書館位於市政大廈2樓，在啟用時分為成人圖書館、兒童圖書館、報刊閱覽室等區域，藏有約12萬本書籍、6,000多份實體多媒體資料、參考書籍4,400多本。當中兒童圖書館由葉小卡設計，他由於認為香港其他圖書館的設計「一式一樣」，於是便在該區域採用「七彩波浪長椅」，加添更多親切感。

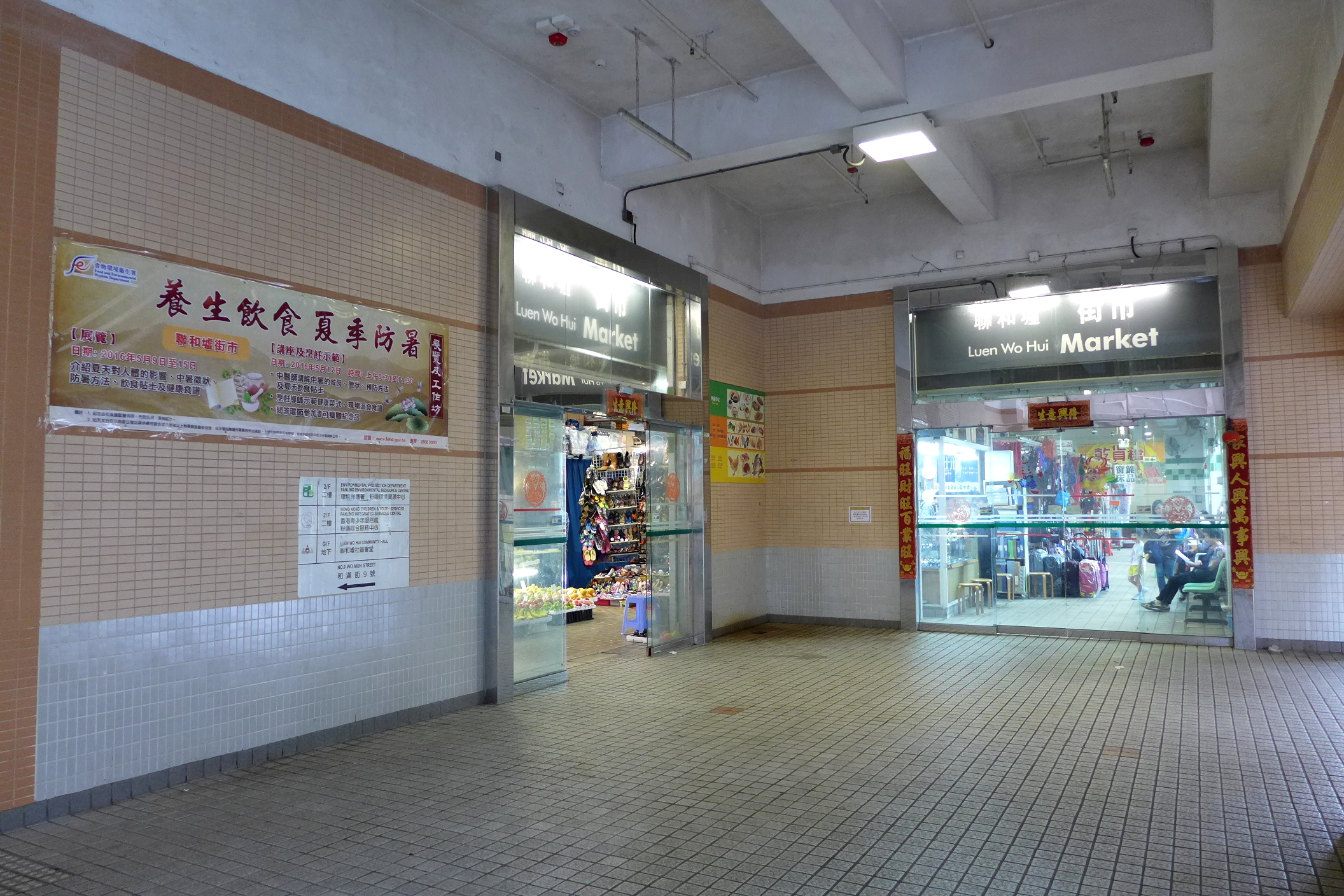
聯和墟街市1樓入口
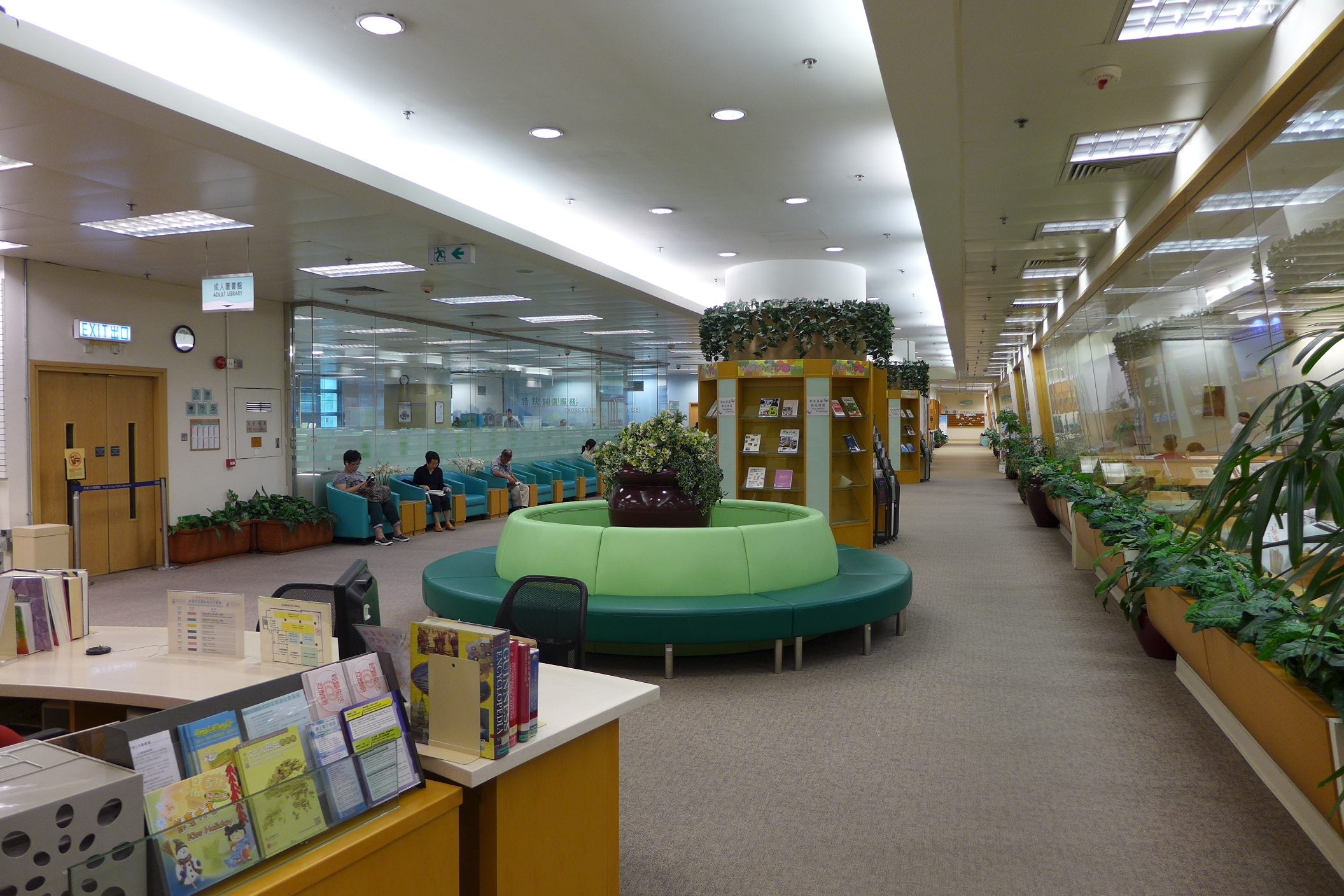
粉嶺公共圖書館
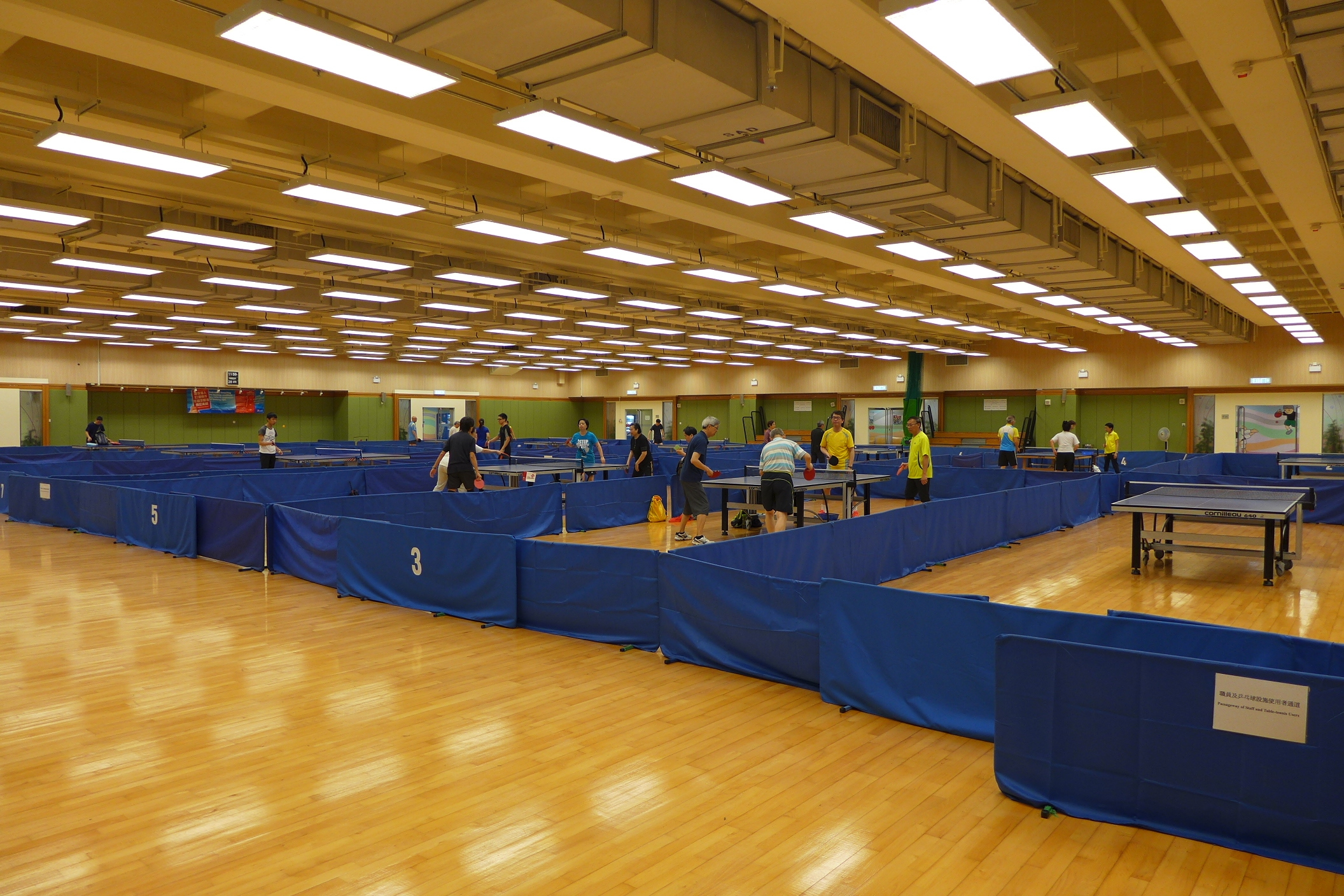
聯和墟體育館

## 評價
2003年，荷蘭《Frame Magazine》讚揚粉嶺公共圖書館為「當代七個優秀設計的公共圖書館之一」。

## 外部連結
- 聯和墟街市簡介
- 粉嶺公共圖書館簡介
- 聯和墟體育館簡介